# Achille Peretti (artista)
Achille Peretti (Alessandria, 1857 – New Orleans, 1923) è stato un pittore, scultore e anarchico italiano.

## Biografia
Nel corso degli anni settanta dell'Ottocento frequenterà l'Accademia di Brera a Milano sotto la guida di Giuseppe Bertini (pittura), Raffaele Casnedi (disegno di figura), Luigi Riccardi (paesaggio), Luigi Bisi (prospettiva) e Antonio Caimi (storia dell'arte). Otterrà numerosi premi e riconoscimenti, fino a primeggiare nel 1878 nella prova finale della "Scuola di Pittura riunite". Compagno di corso e compaesano di Cesare Tallone frequentò l'ambiente della scapigliatura milanese.
Membro della sezione alessandrina della Prima Internazionale viene descritto dalla polizia come un "fanatico internazionalista", un nulla facente che "vorrebbe rovesciato ogni ordine di cose tanto per pescare nel torbido". 
Emigrò negli Stati Uniti nei primi anni ottanta in seguito alla repressione del movimento internazionalista da parte del governo italiano. Dopo aver viaggiato in diverse città della costa meridionale della Louisiana e a Chicago si stabilì definitivamente a New Orleans. Ottenne nel 1890 la cittadinanza statunitense e a partire dal 1903 fino alla morte visse al 632 di St. Peter Street nel quartiere francese di New Orleans. Nella stessa abitazione dimorerà anni dopo il drammaturgo americano Tennessee Williams.

## Opere
Numerose guide turistiche e storie dell'arte americana ne ricordano l'importanza. Note sono le sue decorazioni di diverse chiese a Chicago e in Louisiana. In particolare ispirandosi a Raffaello affrescò la chiesa di San Giovanni Battista a New Orleans.
I suoi ritratti e paesaggi rappresentano le migliori espressioni del verismo pittorico italiano. Parallelamente si occupò di decorazioni in legno, stucchi, gessi e miniature.

## Dipinti
- "Ritratto di Hector Berlioz"
- "Portrait of an Elderly Lady"
- "The stampede, 1900"
- "Tree lined street"
- "Rooster and Chickens in the Barn"
- "Irish Channel Woman"